# Jan Peeter Brueghel

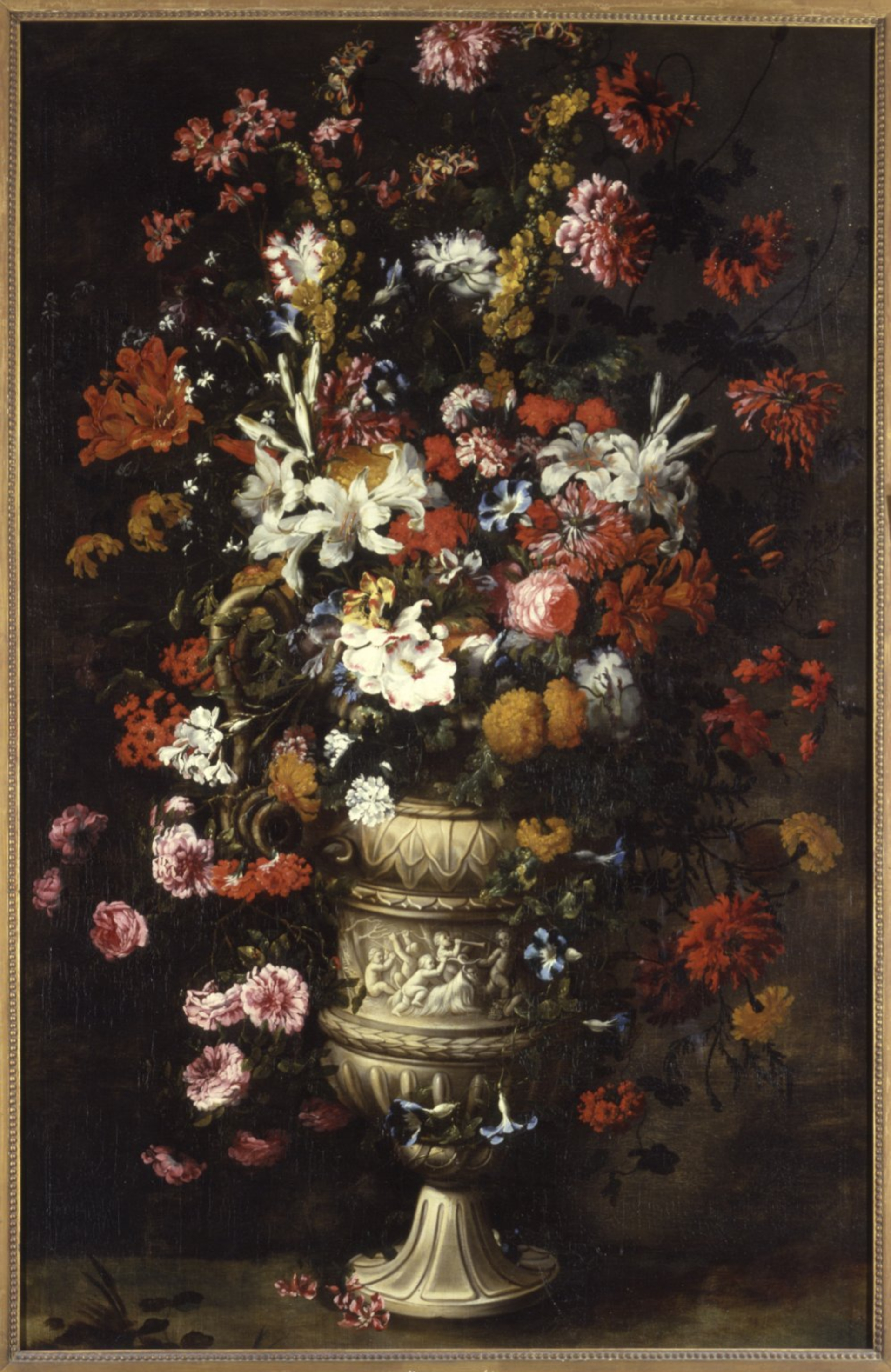
Fiori in un vaso decorato, dipinto di Jan Peeter Brueghel risalente all'ultimo periodo della sua vita.

Jan Peeter Brueghel (1628 – 1680) è stato un pittore olandese.

## Biografia
Primogenito di Jan Brueghel il Giovane e fratello, tra gli altri, di Abraham Brueghel, entrò a far parte nel 1646 della Corporazione di San Luca d'Anversa. Successivamente viaggiò in Italia, paese nel quale restò fino alla morte; i suoi lavori conosciuti si incentrano su nature morte floreali, spesso in composizioni di vasi o corone a scopo devozionale.